# Barry Le Va
 Barry Le Va (* 28. Dezember 1941 in Long Beach, Kalifornien; † 24. Januar 2021 in New York City) war ein US-amerikanischer Zeichner, Grafiker, Bildhauer und Objektkünstler, der in den 1960er Jahren im Rahmen der Process Art mit neuartigen Bodeninstallationen bekannt wurde. Er lebte seit 1970 in New York City.

## Leben
Barry Le Va studierte von 1960 bis 1963 Mathematik und Architektur an der California State University, Long Beach, und 1963 am Los Angeles College of Art & Design. Von 1964 bis 1967 folgte ein Studium der Kunst am Otis Art Institute in Los Angeles, das er mit dem Master of Fine Arts (MFA) abschloss.
1968 bis 1970 war er Dozent für Bildhauerei am Minneapolis College of Art & Design. 1973 und 1974 lehrte er Bildhauerei an der Princeton University und 1976 an der Yale University.
Seine erste Einzelausstellung hatte er 1969 am renommierten Walker Art Center in Minneapolis. In Europa wurde Le Va von Rolf Ricke (bis zu dessen Galerieaufgabe 2004) vertreten und bekannt gemacht. 1972 war er mit einigen seiner Arbeiten Teilnehmer der Documenta 5 in Kassel in der Abteilung Individuelle Mythologien: Video und Prozesse und auch auf der Documenta 6 (1977) sowie der Documenta 7 im Jahr 1982 vertreten. Ab 1987 lebte Le Va jährlich mehrere Wochen in München, wo er ganze Werkkomplexe schuf, zum Beispiel 1992 das „African Sketchbook“, das von afrikanischen Masken inspiriert ist. 2005 hatte er eine umfangreiche Retrospektive im Institute of Contemporary Art, University of Pennsylvania, Philadelphia.
Le Va starb am 24. Januar 2021 im Alter von 79 Jahren an Herzinsuffizienz.

## Werk
Barry Le Va wurde mit Bodeninstallationen aus verstreuten Gegenständen bekannt. Er verwendete dafür bis dahin in der Kunst ungewöhnliche Materialien, wie Filz, Glas, Wolle, Kreide, Beton, Fundstücke aus Metall und später auch extra dafür hergestellte geometrische Körper. So zufällig die Installationen wirkten, so sorgfältig bereitete der Künstler sie in Zeichnungen vor. Daneben schuf er Holzschnitte, Lithographien und Collagen.

„Sein Werk war gleichermaßen von Kalkül wie von Emotion getragen und der Zeichnung gebührte von Anbeginn an ein essentieller, inventiver Rang. Zeichnen als conditio sine qua non implizierte für Le Va stets einen sehr spezifischen Denk- und Erkenntnisprozess: ‚Drawing allows me to think.‘“

## Preise und Auszeichnungen
- 1968: Young Talent Grant, Los Angeles County Museum, Los Angeles
- 1974: Guggenheim Fellowship for Sculpture
- 1976: National Endowment for the Arts Fellowship
- 2000: Hugo Boss Prize